# Того на зимових Олімпійських іграх 2018
Того на зимових Олімпійських іграх 2018, які проходили з 9 по 25 лютого 2018 року в Пхьончхані (Південна Корея), була представлена 2 спортсменами в 2 видах спорту.

## Спортсмени
| Вид спорту          | Чоловіки | Жінки | Всього |
| ------------------- | -------- | ----- | ------ |
| Гірськолижний спорт | 0        | 1     | 1      |
| Лижні перегони      | 0        | 1     | 1      |
| Усього              | 0        | 2     | 2      |